# Malajöronnattskärra
Malajöronnattskärra (Lyncornis temminckii) är en fågel i familjen nattskärror.

## Utseende och läte
Malajöronnattskärran är en medelstor (25–28 cm) nattskärra med långhals och kort huvud. Örontofsarna som gett arten dess namn är ofta svåra att se. Kännetecknande är mörkt ansikte, tunt smutsvitt halsband och vita strimmor på strupen som lättast ses i flykten. Olikt många andra nattskärror ses den ofta sitta upprätt på grenar. Arten är mycket lik större öronnattskärra, men är generellt mörkare och har mindre kontrasterande hjässa. Lätet i flykten återges i engelsk litteratur som ett ringande "wit-peew-ow!".

## Utbredning och systematik
Fågeln förekommer på södra Malackahalvön, Sumatra, Borneo och intilliggande öar. Den behandlas som monotypisk, det vill säga att den inte delas in i några underarter.

## Levnadssätt
Arten förekommer vanligen i öppet landskap som buskskog, flodnära skogsmarker och skogsbryn. Den födosöker i flykten, ofta över jordbruksmarker, vattenytor och gläntor, på jakt efter skalbaggar, nattfjärilar och andra insekter. Häckningsbiologin är dåligt känd, med möjlig häckningssäsong från januari till juli på Malackahalvön, mars–april på ön Belitung, oktober–november på Sumatra och från februari på Borneo.

## Status
Arten har ett stort utbredningsområde och beståndet anses stabilt. Internationella naturvårdsunionen IUCN listar den därför som livskraftig (LC).

## Namn
Fågelns vetenskapliga artnamn hedrar den holländske ornitologen Coenraad Jacob Temminck (1778-1858).